# Õssu
Õssu – wieś w Estonii, w prowincji Tartu, w gminie Ülenurme.